# 40 ق هـ
هي السنة الأربعون السابقة للهجرة النبوية. وهي توافق ما بين سنتي 584 و585 حسب التقويم الميلادي، أي أنها بدأت في سنة 584م وانتهت في سنة 585م

## مواليد
- عمر بن الخطاب
- صعصعة بن ناجية الدارمي
- سحيم بن وثيل الرياحي
- أوس بن خزيمة التميمي

## وفيات
- الغيداق بن عبد المطلب أحد أعمام النبي محمد ﷺ
- عمرو بن كلثوم